# NGC 7692
NGC 7692 (również PGC 71712) – galaktyka nieregularna (I), znajdująca się w gwiazdozbiorze Wodnika. Odkrył ją George Phillips Bond 23 października 1848 roku.